# Mitophyllus insignis
Mitophyllus insignis is een keversoort uit de familie vliegende herten (Lucanidae). De wetenschappelijke naam van de soort is voor het eerst geldig gepubliceerd in 1923 door Broun.